# Sói Manitoba
Sói Manitoba (Canis lupus griseoalbus), còn được gọi là sói xám trắng, là một phân loài đã tuyệt chủng của sói xám sinh sống ở phía nam Lãnh thổ Tây Bắc, phía bắc Alberta, Saskatchewan và nam trung tâm Manitoba. Phân loài sói này được công nhận là phân loài Canis lupus trong cơ quan phân loại loài động vật có vú của thế giới (2005) (Mammal Species of the World (2005).).

## Lịch sử
Vào đầu thế kỷ 19, John Richardson lần đầu tiên lập danh mục sói Manitoba và đặt tên nó là phân loại. Bản thân loài này được đánh giá cao về lông của nó  và bị săn bắt tuyệt chủng trong tự nhiên vào đầu thế kỷ 20. Tuy nhiên, các mẫu vật được giữ và nuôi trong điều kiện nuôi nhốt và tái xuất hiện vào năm 1995 tại khu vực xung quanh Công viên Quốc gia Yellowstone. Điều này đã dẫn đến một sự phản đối kịch liệt trong khu vực và ở Colorado, vì loài này lớn hơn nhiều so với loài gỗ tự nhiên đối với khu vực và sự ăn thịt quá mức là mối quan tâm cao.